# Dyspessa wagneri
Dyspessa wagneri — вид лускокрилих комах родини червиць (Cossidae).

## Поширення
Вид поширений в Туреччині, Ірані та Україні (Крим).